# Calsonic Kansei
Calsonic Kansei este o companie din industria auto din Japonia.
Este unul dintre furnizorii importanți pe plan mondial de componente auto.
Compania are peste 50 de centre de producție în 14 țări.
În Europa, Calsonic Kansei are uzine în Marea Britanie, Spania, Franța, Olanda și Polonia.
În anul fiscal încheiat la finele lunii martie 2006, Calsonic Kansei a vândut pe plan mondial produse în valoare de 4,7 miliarde de euro și a realizat un profit net de 130 milioane euro.
În România, compania deține o uzină de componente auto la Ploiești, realizată printr-o investiție totală de 122 milioane de euro.
Din valoarea totală a investiției, circa 100 de milioane vor fi investite pentru echipamentele de producție, 20 de milioane pentru construcția uzinei și două milioane pentru protecția mediului.